# 工具人 (棒球)

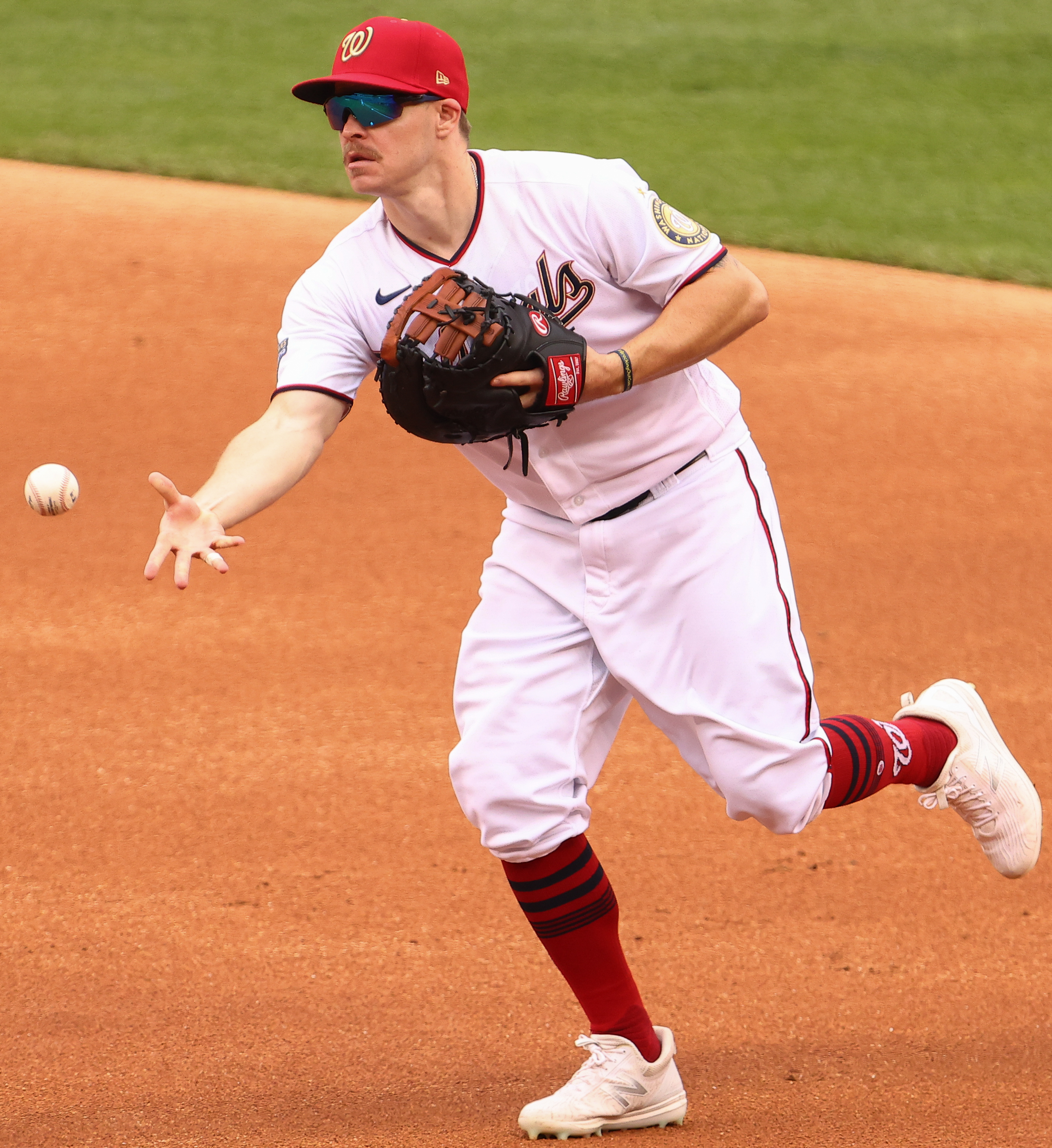
布羅克·霍特是美國職棒近代的工具人代表人物，他在自己的第一個完整球季就已經擔任過投捕以外全部的守備位置。

工具人（英語：Utility player），棒球術語，又可以稱為多守位球員或功能性球員，這類球員的打擊能力或許不足以維持一個固定的先發席位，但由於能夠勝任多個守位，留在場上可以也可以更換守位，亦能在比賽後半段需要大量使用代打時代守，因此能獲得大量出場機會。

## 概要
工具人也可以細分為內野工具人和外野工具人。若為內野，一般需要同時勝任中線守備（即二壘和游擊），亦需要偶爾客串一壘及三壘。外野方面，左外野、中外野、右外野都需要勝任，若打擊能力較佳，亦會被稱為「四號外野」，以便於靈活調度。此外，亦有不少工具人能夠同時勝任內野及外野守備，是為「全能工具人」。
此外，棒球亦有一些稀有球員能同時擔任投球及打擊任務，如大谷翔平。這類球員雖然也比一般球員的貢獻更大，但一般會以「二刀流」而非「工具人」稱呼。

## 各國職棒工具人代表
美國MLB
布羅克·霍特（Brock Holt）、班·佐布里斯特（Ben Zobrist）、荷西·包提斯塔（Jose Bautista）、科瑞·史彭根貝格（Cory Spangenberg）等
日本NPB
周東佑京、鈴木大地、杉谷拳士、外崎修汰等
台灣CPBL
張育成、張家浩、陳文賓、陳懷山、余德龍、岳東華、林子偉、吳念庭、森旭等